# Entoloma atrosericeum
Entoloma atrosericeum är en svampart som tillhör divisionen basidiesvampar, och som först beskrevs av Robert Kühner, och fick sitt nu gällande namn av Machiel Evert ("Chiel") Noordeloos. Entoloma atrosericeum ingår i släktet Entoloma, och familjen Entolomataceae. Arten är reproducerande i Sverige.